# مهندسی کشاورزی
مهندسی کشاورزی (به انگلیسی: Agricultural engineering) مجموعهٔ علوم در ارتباط با کشاورزی می‌باشد. در واقع عبارت است از تلفیق فناوری علوم مهندسی و تولید و پرورش کشاورزی می‌باشد. مهندسی کشاورزی ترکیبی از رشته‌های زیست‌شناسی گیاهی (گیاه‌شناسی) زیست‌شناسی جانوری، مکانیک، عمران، برق، هواشناسی و مواد شیمیایی می‌باشد و از دانش و اصول مهندسی کشاورزی برای ساخت ماشین‌آلات کاربردی در این زمینه استفاده شده‌است.

## رشته‌های مهندسی کشاورزی
- مهندسی آب
- ژنتیک گیاهی
- اقتصاد کشاورزی
- مکانیزاسیون کشاورزی
- مهندسی مکانیک بیوسیستم
- زراعت و اصلاح نباتات
- مهندسی باغبانی
- فضای سبز
- گیاه پزشکی
- علوم خاک
- ترویج و آموزش کشاورزی در ایران
- علوم دامی
- صنایع غذایی
- مهندسی ماشین‌های صنایع غذایی
- بیوتکنولوژی کشاورزی

## مهندس کشاورزی
مهندس کشاورزی فردی است حرفه‌ای که با دارا بودن مدرک دانشگاهی (کارشناسی و بالاتر) و مجوز از سازمان نظام مهندسی کشاورزی مبادرت به ارائهٔ خدمات امور مهندسی در بعد:
1. طرّاحی و محاسبات (نسبت به موقعیت‌ها و انتظارها)
2. نظارت بر اجرا
3. اجرای پروژه (مجری) در حیطهٔ علوم مهندسی کشاورزی

انجام می‌دهد.
1. فعالیت در آزمایشگاه های مربوط به تحقیقات علوم کشاورزی
2. و ...